# Shifu
Shifu (師傅 o anche 師父 (semplificato: 师傅, 师父); Pinyin: shīfu, Cantonese: si1 fu6) è un termine cinese per indicare un maestro (o insegnante). Il carattere 師 (semplificato: 师) significa “insegnante” mentre i caratteri 傅 e 父 significano rispettivamente “tutore” e “padre”. Entrambi questi caratteri sono pronunciati allo stesso modo in Mandarino ed in Cantonese creando spesso ambiguità. 
Il termine shifu sembra essere una variante locale utilizzata prevalentemente nel Sud della Cina. In putonghua shifu è un appellativo informale usato anche per rivolgersi a persone non conosciute, in genere uomini. Il termine è inoltre utilizzato come titolo per persone che svolgono lavori manuali e di manutenzione (ad esempio un meccanico) come a voler mostrare una sorta di rispetto da parte del parlante verso l'abilità acquisita in un certo campo dall'interlocutore (notare che in questo caso parliamo del termine shīfu scritto 師傅). Un caso analogo si riscontra anche in italiano quando, con un'espressione dialettale, ci si appella a qualcuno (similmente a sopra) chiamandolo informalmente "capo" o "mastro/maestro".
Generalmente invece, professionisti impegnati in carriere più erudite quali quella di dottore, avvocato, eccetera, vengono molto di rado chiamati shifu. Stesso discorso per professori ed insegnanti accademici in generale. Per tutti questi casi, eccetto che per professioni con un titolo specifico come ad esempio dottore in medicina, si usa spesso il termine 老師 lǎoshī, insegnante (pronuncia Cantonese lou5 si1).

## Utilizzo del termine Shifu nelle arti marziali
Tradizionalmente, nelle arti marziali cinesi, il termine era utilizzato per manifestare rispetto nei confronti del proprio maestro. Il suo uso indicava come il rapporto tra maestro ed allievo fosse considerato molto simile al rapporto tra padre e figlio (non a caso infatti qui si parla di shifu scritto 师父, con il carattere 父, fù di padre).
C'è da dire, tuttavia, che in putonghua e specie nella Cina del nord, il termine usato per rivolgersi al proprio insegnante di arti marziali è lo stesso usato per rivolgersi a qualsiasi altro maestro di un'altra disciplina, ovvero 老師  lǎoshī (vedi paragrafo precedente).
Uno studente di arti marziali si può rivolgere al proprio insegnante usando il termine shifu solo dopo essere stato "accettato formalmente" da quest'ultimo ed esserne quindi divenuto un discepolo. L'espressione "accettato formalmente" sta ad indicare che si è svolta una cerimonia molto importante tra insegnante ed allievo nota col nome di 拜師, Baishi (semplificato: 拜师). Tramite questa cerimonia lo studente viene accettato dal maestro come suo discepolo e ne diventa quindi un allievo diretto (徒弟, túdì) entrando così a far parte della genealogia dello stile praticato. Di conseguenza, se in futuro il discepolo in questione deciderà di insegnare tale disciplina ed accetterà degli allievi diretti, diventerà per questi ultimi uno shifu dando via ad un nuovo ciclo, e così via.
Per quanto concerne il panorama delle arti marziali cinesi in Italia dunque, se ci si vuole appellare al proprio insegnante usando un termine cinese, sarebbe corretto usare lǎoshī. Inoltre, nel caso che la cerimonia bàishī non sia conosciuta e quindi tantomeno praticata, nell'ambito di tali arti marziali sarebbe meglio eliminare o quantomeno limitare l'uso del termine shifu (o sifu) così da evitare ogni possibile ambiguità e talvolta l'uso di un termine che risulta di fatto scorretto.

## Utilizzo del termine Shifu nel buddhismo Mahayana
Shifu vuol dire maestro, perciò è bene chiamare un maestro o un monaco buddhista Mahayana con il nome di Shifu. Uno Shifu fa le offerte tutti i giorni, prega tutti i giorni, insegna ai giovani, ed è più libero di un vero monaco, infatti, nel Buddhismo Mahayana, (dipende poi dalla scuola), ha la possibilità di fare più cose, e ha fatto infatti voti differenti.

## Riferimenti cinematografici
- Nella serie di film d'animazione Kung Fu Panda, Shifu è un grande maestro di kung fu che istruisce il protagonista.